# Francisco de las Rivas y Ubieta
Francisco de las Rivas y Ubieta, primer marqués de Mudela (Irazagorría, Gordejuela, Las Encartaciones, Vizcaya, 2 de noviembre de 1808-Madrid, 7 de mayo de 1882), fue un industrial, empresario, comerciante y naviero español.

## Biografía
Era hijo de los campesinos vascos Prudencio María de las Rivas y Lambarri y de María Águeda Ubieta y Salazar, naturales de Gordejuela. Su madre era hermana del indiano Manuel Ubieta, quien le donó a su hermana una importante fortuna. Francisco se trasladó a Madrid con quince años para trabajar como dependiente de dos comerciantes de su pueblo, casados con dos tías suyas. Entre 1822 y 1829 estuvo en Granada, también a las órdenes de otro comerciante vasco de su pueblo, José María Zavala, amigo además de su familia. Se independizó creando un comercio de paños y en 1834 abandonó Granada huyendo del cólera morbo. Contrajo matrimonio con Rosa Urtiaga Rivas, hija de Manuel Gregorio Urtiaga, un importante comerciante de origen vasco afincado en Madrid; según las capitulaciones matrimoniales, ya poseía un importante capital: 1.072.131 reales y un pasivo a 440.184 reales, además de dos casas en Gordejuela por herencia de sus padres, a lo que añadió la crecida fortuna de su mujer; en 1836 se hizo oficial de la Milicia Nacional y empezó a moverse en los círculos del Partido Progresista, en concreto el círculo más próximo de Juan de Dios Álvarez Mendizábal. Se enriqueció con los bienes desamortizados y con la contrata de obras del gobierno liberal progresista en Madrid. Su fortuna aumentó con la especulación inmobiliaria y sus acertadas inversiones industriales (hilados en Granada, por ejemplo, y siderurgia en el País Vasco). En 1846 el patrimonio de Rivas había crecido un 3000 % en relación con 1834. Invirtió la mayor parte en convertirse en uno de los mayores latifundistas y empresarios de la industria vitivinícola de Ciudad Real, por cuya circunscripción fue diputado. Se le otorgó el título de Marqués de Mudela en 1867. En 1872 ocupaba el segundo lugar en la lista de los cincuenta mayores contribuyentes por contribución territorial de la provincia madrileña. Casó a sus dos hijas con miembros de la baja nobleza.

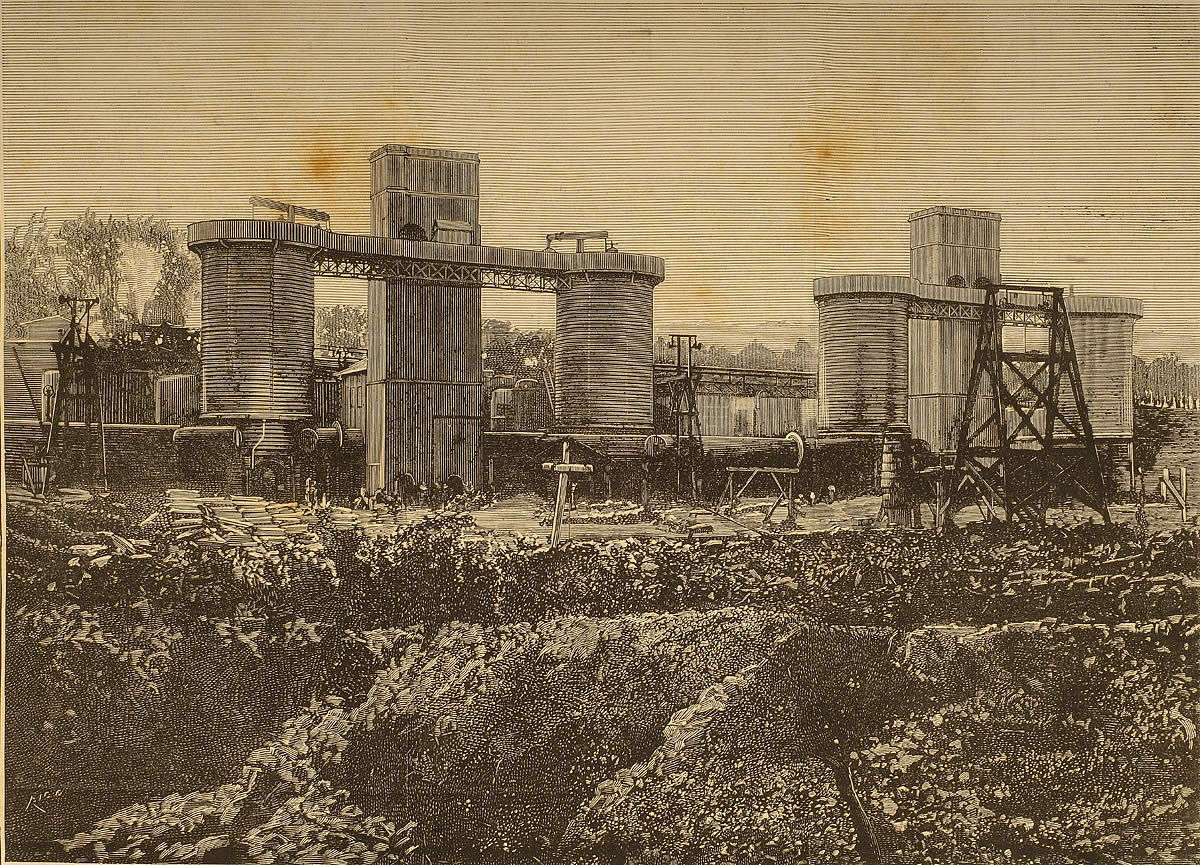
Fábrica de San Francisco del Desierto, conocida popularmente como "La Mudela", en 1883. Adquirida décadas más tarde por Altos Hornos de Vizcaya

Tras su fallecimiento (7 de enero de 1882), a causa de una apoplejía que sufrió en una corrida de toros, narraron los periódicos había dejado un legado saneado de doscientos millones de pesetas viejas, fruto de sus negocios al comercializar vino manchego y explotar el mineral de hierro forjando lingotes en su fábrica "La Mudela", instalada en la finca de San Francisco del Desierto (según otros, San Nicolás del Desierto) de Sestao (Vizcaya), de la que ya no se conservan restos. Esta fábrica, perteneciente a The Cantabrian Iron Company Limited, había sido adquirida en 1879 al comerciante británico George Batters y sus socios por 750.000; De las Rivas la modernizó invirtiendo dos millones (nueve millones de reales, según Joseba Agirreazkuenaga) y comenzó a producir hierro colado en 1880 por medio de cuatro altos hornos de coque. Hasta la ampliación de El Carmen, en Altos Hornos de Bilbao, y la aparición de La Vizcaya, fue la siderúrgica más grande de España y produjo un tercio del hierro colado nacional. Por ejemplo, suministraba materia prima al fabricante de cañones Krupp en Alemania y a otros clientes en Inglaterra. 
De las Rivas proclamaba con orgullo que nunca había trabajado para el Estado. Pero sus negocios eran muy diversos: también poseía una naviera que, por la misma fecha de su fallecimiento botaba el vapor Mudela.
Su actividad como pionero de la industria vinatera manchega fue tan destacada, llegó a ser llamado el  Colón de la Mancha:
El marqués de Mudela ha sido uno de los pocos hombres que pueden vanagloriarse de haber dado a su nación más oro que los conquistadores del vellocino [...] un hombre cuyo único mérito ha sido adivinar bajo las caldeadas y estériles llanuras de La Mancha ríos de savia y oro! [...] Hizo fecunda a la misma esterilidad. Cubrió de verdes pámpanos el clásico arenal por donde pasearon D. Quijote y Sancho su locura y su buen sentido. Pueblos donde la miseria dominaba, son hoy, gracias al Marqués de Mudela, ricos y bienandantes [...] Este siglo, naturalista por esencia, no puede menos de poner una corona en esa tumba donde yacen los restos del Colón de la Mancha.
Los únicos herederos de tan copioso legado fueron su hijo, Francisco de las Rivas y Urtiaga, y su nieto Francisco Losada y de las Rivas, XII conde de Gavia Legaba además a la caridad 40.000 pesetas con "destino a los Hospitales y Casas de Beneficencia".
Su hermano Bernabé de las Rivas se suicidó a los pocos meses de un pistoletazo (8 de septiembre de 1882) en su vivienda madrileña de Caballero de Gracia, desde donde pensaba mudarse a otra gracias a la caridad de su sobrino y heredero, pues al parecer no podía soportar el ruido que producía el continuo trasiego de carruajes.
En cuanto a su carrera política, estaba afiliado al Partido Conservador de Antonio Cánovas del Castillo, fue diputado en varias legislaturas y a la postre senador vitalicio. Poseía la dignidad de caballero de la Gran Cruz y Collar de Carlos III y de la orden de Isabel la Católica, y era gentilhombre de cámara del Rey.